# Афендулис, Крис
Крис Афенду́лис (англ. Chris Afendoulis; род. 28 апреля 1962, США) — американский бизнесмен и политик-республиканец, член Палаты представителей Мичигана. Сертифицированный аудитор (CPA). Член Американского института сертифицированных аудиторов (AICPA) и Мичиганской ассоциации сертифицированных аудиторов (MACPA).

## Биография

### Ранние годы, семья и образование
Родился в греческой семье.
Семья Афендулис проживает в Гранд-Рапидсе (Мичиган) с 1910 года, когда Евстафий Афендулис, дед Криса, и несколько его кузенов иммигрировали туда из города Орду (в древности — Котиора), расположенного на побережье Чёрного моря (Понт, сегодня территория Турции). Василики Зазопулос, бабка Криса, прибыла в США в 1923 году вместе с другими родственницами из Понта в рамках принудительной высылки практически всех греков из Турции (Малой Азии), где они проживали на протяжении более 2 000 лет.
Гас Даллас (Константинос Дилияннис) и Джорджия Эндрюс (Георгия Андрианопулос), дед и бабка Криса по материнской линии, проживавшие в Детройте, иммигрировали в США в начале XX века из деревень Кандила и Пекеми недалеко от Триполи (Аркадия, Пелопоннес).
Сэм Афендулис, отец Криса, будучи бизнесменом и государственным служащим, являлся членом совета уполномоченных округа Кент, национального совета организации «Греческая православная молодёжь Америки» (GOYA), Ордена святого апостола Андрея (архонт Вселенского Патриархата).
Семейство Афендулис принимает активное участие в жизни Гранд-Рапидса.
В 1980 году окончил среднюю школу в Гранд-Рапидсе, где и вырос.
В 1984 году получил степень бакалавра делового администрирования в Бизнес-школе имени Стивена Росса Мичиганского университета.

### Карьера
С 1976 года является совладельцем компании «Afendoulis Cleaners & Tuxedos», которую в 1947 году открыли его отец и двое дядей.
В 1984—1988 годах — аудитор в компании «Coopers & Lybrand» (сегодня — «PricewaterhouseCoopers»).
В 1988—2013 годах работал в компании по производству автокомплектующих «Leon Plastics», в том числе в качестве финансового директора (2000—2013).
Попечитель (2004—2007) и казначей (2007—2015) тауншипа Гранд-Рапидс.
В 2015—2019 годах — член Палаты представителей Мичигана.

## Личная жизнь
Женат на Филлис Макридис, в браке с которой имеет трёх дочерей. Будущие супруги познакомились в 1999 году в Чикаго.
Родители Филлис Макридис, Герон Макридис и Мария Баллас, являлись сооснователями церкви Св. Луки в Гонконге. В 1996 году Вселенский Патриарх Варфоломей наградил Марию Баллас-Макридис за её работу по созданию гонконгской общины. Предки Филлис по отцовской линии родом из города Сорок Церквей в Восточной Фракии (сегодня Кыркларели, Турция), а по материнской — из Апидии (Лакония, Пелопоннес) и острова Кутали (сегодня Екинлик, Турция). Её дядя Майкл Макридис являлся священником в США, в том числе служил во Фресно (Калифорния).
Активный прихожанин Свято-Троицкой греческой православной церкви.